# Sušica (Novo Selo)
Sušica (makedonska: Сушица) är en ort i Nordmakedonien. Den ligger i kommunen Novo Selo, i den östra delen av landet, 130 kilometer sydost om huvudstaden Skopje. Sušica ligger 262 meter över havet och antalet invånare är 1 941.